# 恩里克·杜蘭

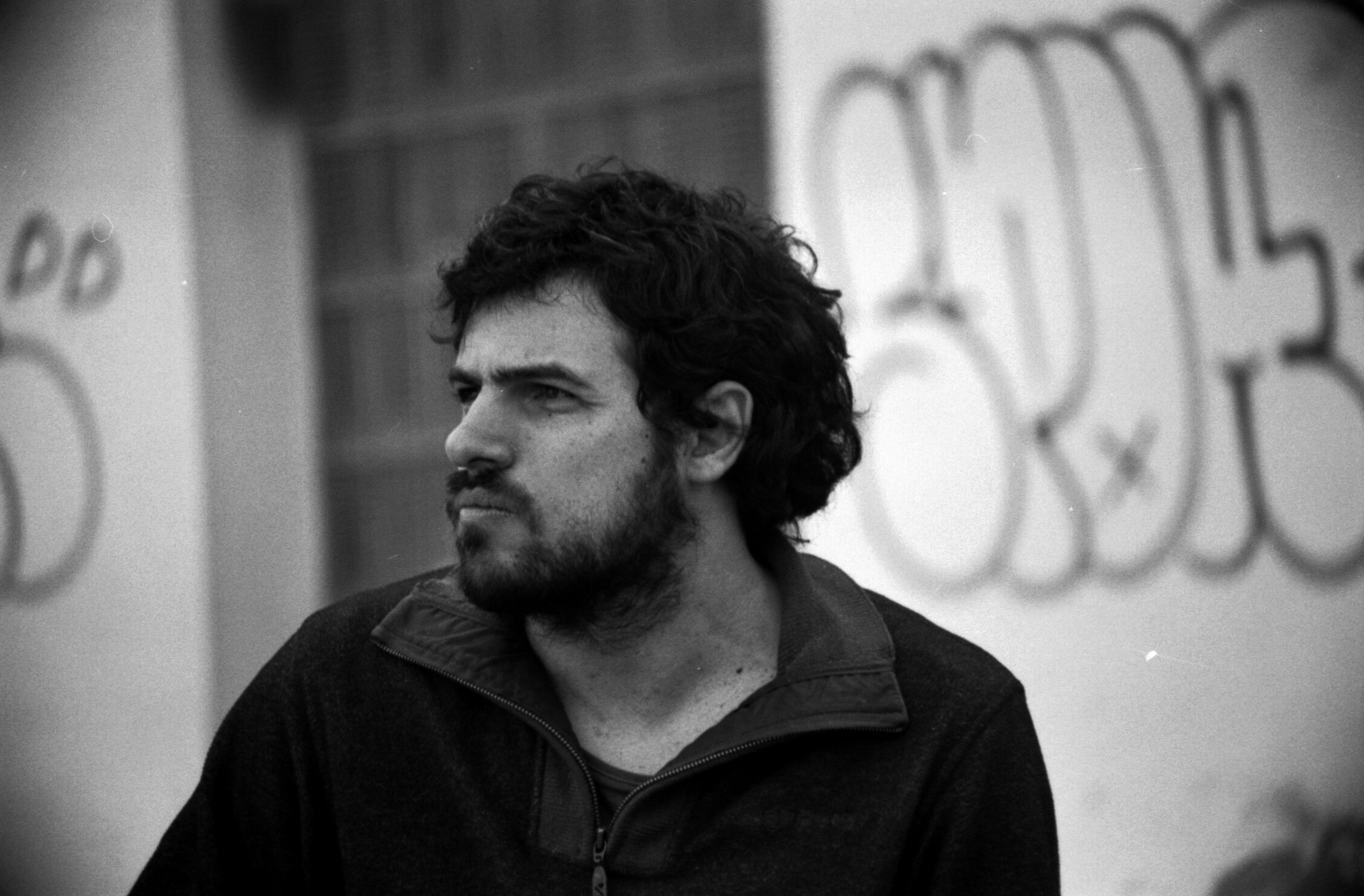
Enric Duran Giralt，反資本主義活動家

恩里克·杜蘭-吉拉爾特（1976年4月23日—）是加泰隆尼亞比利亚努埃瓦和赫尔特鲁的反資本主義活動家，被稱為“银行羅賓漢”，也是加泰隆尼亞合作社的創始成員（CIC - Cooperativa Integral Catalana）。
在2008年9月17日，他公開宣布，他已經“搶劫”数十家西班牙近50萬歐元的銀行，作為譴責他所謂的掠奪性資本主義制度的政治行動的一部分。 
從2006年到2008年，杜蘭從39間銀行没有擔保或財產抵押的銀行獲得了68比貸款。他無意償還债务債務，並且運用這筆資金資助各種反資本主義運動。2008年，杜蘭發布了一篇名為“我有”的在線文章，“搶劫了492,000欧元，為了譴責他们並且為社會建立替代品”（翻译），以及在线视频，他對於每一個行動都做了解釋，並且離開了他的國家去觀察並考慮他的下一步行動。 這也發表在加泰隆尼亞语的免費雜誌《危機》中，其中200,000份由志願者在加泰隆尼亞各地印刷和分發。第二份报纸《我们可以！Live Without Capitalism》於2009年3月17日發布，第三份《我们想要！》在2009年9月17日發布。

## 行動原因
杜蘭表示，他試圖就現今的金融體系和資本主義制度展开評判，擴大針對它的抗議行動，並且尋求可替代的方案, 同時為了社會運動提供資金。 杜蘭稱他所做的是“金融公民不服從行為”，並且表示他準備因為他的行為而入獄。 

## 當局回應
在2009年，杜蘭返回加泰隆尼亞，並於2009年3月17日在巴塞羅那大學被西班牙警方逮捕，因為三十九家银行中有六家對他提出指控。他在監獄中度過了兩個月，然後獲得5萬歐元的保釋金。
在他的“搶劫”宣布一周年之際，有人計畫於2009年9月17日在100多个城市舉行一個行動日，人們在加泰羅尼亞、西班牙和欧洲各國會面，分享資本主義的替代方案。
2011年11月，有人向一名民事法官作了陳述，要求取消和西班牙外匯銀行簽訂的合同。2011年11月25日，州檢察官要求司法機關對Duran處以8年徒刑，罪名是提交虚假文件（確保貸款）和後續的破產。 杜兰本人的回应是堅持“我不認為司法機構有權評斷”（翻譯自加泰隆尼亞語）。他質疑該州對金融機構缺乏回應，这些投機者對歐洲大部分人口造成巨大痛苦，並且對2011年9月西班牙憲法提出質疑，這使得償還債務成為該國的絕對優先事项。 他還聲稱，他的行為是一種社會正義行為 - 企圖以某種小的方式糾正當權者所犯下的不公正行為。 
杜蘭引用了2011年11月给予桑坦德銀行首席執行官阿尔弗雷多·萨恩兹·阿巴德的赦免，作为司法機關對於強權的偏見的一个例子，並認為“當政府侵犯人民的權利時，起義是最神聖的，也是我们職責中最不可或缺的“（来自加泰隆尼亞語）。他呼籲他的支持者不要浪費時間聲援他無罪釋放，而是要用他们自己的方式表達他們對於銀行的公民不服從行為。2012年3月，他發布了一段视频 （页面存档备份，存于），解釋了他的法律狀況，並且繼續鼓勵其他人實施公民不服從。

## 躲藏生活
在2013年2月12日許行的刑事法庭審理之前，杜蘭决定離開該國而不是在西班牙接受審判。“我認為基於權威的司法系统没有合法性，因為我不承認它的權威。”檢察官和16家銀行機構要求判處8年徒刑。
從那時起他便一直躲藏起來。標籤#ReturnWithFreedom下的活動開始啟動，以使杜蘭能夠返回加泰隆尼亞。

## 先前的行動
杜蘭參與了“廢除債務”運動（1999/2000），“全球求抵抗運動”（2000/2002），“反世界銀行運動”（2001）和“反對歐洲資本主義運動”（2002年）。 

## 加泰隆尼亞語合作社
在2010年4月，杜蘭開始推廣加泰隆尼亞語合作社，作為我们能夠詳細闡述理想的實際例子！ 没有資本主義的生活 。2011年，合作社承擔了前工業園區的責任，將其轉變為環境活動中心。

## FairCoop
在2014年4月，杜蘭開始發展成為一個開放的全球合作伙伴Faircoop的想法。 它表示，目標是“通過盡可能減少人類之間的經濟和社會不平等，促進向新世界的過度，同時逐步促進全人類獲取的新的全球财富”。
使用Faircoin作為加密貨幣，以此作為其資源再分配行動和建立新的全球經濟體系的基礎。

## 相關資料
- 反資本主義
- 银行詐騙
- 公民不服從
- 反成長計畫